# Abbenans
Abbenans é uma comuna francesa na região administrativa de Borgonha-Franco-Condado, no departamento de Doubs. Estende-se por uma área de 11,17 km². Em 2010 a comuna tinha 338 habitantes (densidade: 30,3 hab./km²).